# 800'erne f.Kr.
Århundreder: 10. århundrede f.Kr. – 9. århundrede f.Kr. – 8. århundrede f.Kr.
Årtier: 850'erne f.Kr. 840'erne f.Kr. 830'erne f.Kr. 820'erne f.Kr. 810'erne f.Kr. – 800'erne f.Kr. – 790'erne f.Kr. 780'erne f.Kr. 770'erne f.Kr. 760'erne f.Kr. 750'erne f.Kr.
År: 809 f.Kr. 808 f.Kr. 807 f.Kr. 806 f.Kr. 805 f.Kr. 804 f.Kr. 803 f.Kr. 802 f.Kr. 801 f.Kr. 800 f.Kr.

## Begivenheder
- 804 f.Kr. – Adad-nirari III af Assyrien erobrer Damascus
- ca. 800 f.Kr. – Det mørke århundrede i Oldtidens Grækenland ender